# وسط (یمن)
 وسط  به عربی ( اَلوَسَط ) دهستانی است در ناحیهٔ (النادرة)، در عزلهٔ (مخلاف الثمر)، از توابع استان حُدَیده در کشور یمن در شبه جزیره عربستان است. 

## جمعیت
جمعیت آن ( ۱۰۱۶۵ ) نفر (۲۷۰ خانوار) می‌باشد.

## روستاها
روستاهای توابع این دهستان به شرح زیر است:
- روستای نُعمان
- روستای دار الشجاع
- روستای بیت القشمة
- روستای مَجران
- روستای بیت الکبَش

## منبع
- المقحفی، ابراهیم، احمد ، (مُعجَم المُدُن وَالقَبائِل الیَمَنِیَة) ، منشورات دار الحکمة، صنعاء، چاپ پنجم، وانتشار سال ۱۹۸۵ میلادی به (عربی).